# Georg Bossert
Georg Bossert (* 1939; † 23. Oktober 1995 in Düsseldorf) war ein deutscher Rundfunk- und Fernsehproduzent, Redakteur und Rundfunkmoderator.

## Leben
Von 1965 bis 1976 war Bossert Kinderfunk-Redakteur beim WDR in Köln.
Von 1968 bis 1970 produzierte er die erfolgreiche Kinder-Musikshow Bettys Beat-Box-Haus, die in unregelmäßigen Abständen im ersten Programm der ARD ausgestrahlt wurde. Inhalt der Sendung waren zeitgemäße Kinderlieder im Stil von Schlager und Beat, die überwiegend Christian Bruhn für diese Sendung komponiert hatte. Die Texte wurden eigens von Kinderbuchautoren wie Erich Kästner, James Krüss und Eva Rechlin geschrieben. Als Sänger traten unter anderem Gitte Hænning, Katja Ebstein, Graham Bonney, Chris Howland und die Marbles auf. Begleitband war die damals noch wenig bekannte Kölner Band „Stowaways“, die sich später in „Bläck Fööss“ umbenannte. Bossert selbst moderierte die Sendung zusammen mit der 1968 zwölfjährigen Sibylle Kirmess („Betty“).
Zusammen mit Ingeborg Oehme-Tröndle moderierte Bossert 1971 im WDR-Hörfunk erstmals die Sendung Rotlicht, die einen redaktionell neuen Typ von Kindersendung darstellte. Hier wollte man von der harmlosen Biederkeit und dem „Heile-Welt“-Ideal, die bisher den Kinderfunk beherrschten, wegkommen und die Lebensumwelt der Kinder so darstellen, wie sie tatsächlich war, dabei auch kindliche Probleme bewusst thematisieren. Dieses Konzept zeigte sich zukunftsweisend, fielen doch die Kindersendungen der folgenden Jahre „vor allem durch ihre realistischen Hörspiele und journalistischen Formen wie Reportagen, Interviews und Live-Gespräche“ auf.
Mit Wirkung zum Januar 1977 wurde Bossert von Programmdirektor Frank Elstner zu Radio Luxemburg geholt, wo er das beim WDR begonnene Konzept des Kinderfunks erfolgreich fortsetzte. („Bossert lebt gern aus dem Augenblick, ist gern vor Ort, setzt Kinder als Reporter ein, lässt sie schreiben, malen, mitspielen. […] Er spricht mit Kindern über Familienprobleme, Schulsorgen, Drogenängste.“) Hier führte er auch die „Kindertage“ ein, wo an einem Sonntag im Jahr unter seiner Leitung Kinder das gesamte Programm von 8 bis 16 Uhr gestalteten. Neujahr 1978 fand der erste statt, mit Désirée Nosbusch,  Anke Engelke, Thomas Elstner, Birgit Hoff u. a. Von 1977 bis 1981 war er Redakteur und Moderator unter anderem der Sendungen die 10 vor sieben Sache und Moment mal. Vor allem letztgenannte erlangte bei Kindern und Jugendlichen große Popularität. Als Entdecker von Nosbusch und Engelke setzte Bossert beide auch als Co-Moderatorinnen dieser Sendung ein.
Als Bossert im Frühjahr 1981 bekannt gab, sich von seiner Ehefrau getrennt zu haben, um mit seiner damals 16-jährigen Ziehtochter Désirée Nosbusch zusammenzuleben, hielten die Verantwortlichen bei Radio Luxemburg ihn nicht mehr für geeignet, weiter Leiter des Kinder- und Jugendfunks zu sein, so dass er in gegenseitigem Einvernehmen den Sender verließ. Anschließend war er als freier Medienproduzent sowie als Manager von Nosbusch tätig, die bis 1990 seine Lebensgefährtin blieb. Sein Nachfolger als Moderator von Moment mal wurde 1981 Rolf Zuckowski.
1995 wurde Bossert von seinem erwachsenen Sohn erstochen.

## Missbrauch und Gewalt
Désirée Nosbusch sprach 2020 in einem Interview von einem Leben in Missbrauch und Gewalt, das sie mit Bossert führen musste.